# Owen Island (South Australia)
Owen Island ist eine kleine Insel im Spencer-Golf vor der Ostküste der Eyre-Halbinsel im Süden Australiens im Bundesstaat South Australia. Die Insel befindet sich 460 m nördlich des größeren Taylor Island, weshalb sie auch unter dem Namen Little Taylor Island bekannt ist. Das unbewohnte Eiland ist laut Berichten von 1996 per Boot gut erreichbar.

## Geographie
Die Insel ragt 12 Meter über den Meeresspiegel hinaus. Die Lage im Spencer-Golf, geschützt durch das australische Festland und andere Inseln, sowie die nahegelegene Taylor Island schützen die Insel jedoch vor den Einflüssen des Meeres.
Sie wird von Sand dominiert und bietet außerhalb der Reichweite von Flut und Brandung eine hohe Pflanzenvielfalt.
Owen Island ist unterhalb der Wasseroberfläche durch eine Sandbank mit Taylor Island verbunden.

## Flora
Der Küstensand ist mit der in Australien heimischen Pflanzenart Atriplex cinerea sowie den invasiven Pflanzen Strandrauke und Strand-Wolfsmilch bewachsen.
Das Zentrum der Insel bildet ein höhergelegenes Buschland mit Nitraria billardierei und „Saltbush“. Zu weiteren auf der Insel weniger häufig vorkommenden Pflanzenarten gehören Karkalla, Malva preissiana, Dianella admixta, Muehlenbeckia hastulata, Myoporum insulare, Senecio pinnatifolius und Tetragonia implexicoma.

## Fauna
In Studien konnten fünf Vogelarten auf Owen Island bestätigt werden. Darunter Klippensittiche, Fregattensturmschwalben und ein Dickschnabelmöwen-Paar mit einem großen Jungvogel. Außerdem wurde die in Australien endemische Glattechsen-Art Pseudemoia entrecasteauxii gefunden.

## Schutzstatus
Owen Island wurde erstmals 1967 als Tierschutzgebiet anerkannt. Seit 1972 ist die Insel Teil des Lincoln-Nationalparks.